# Noorwegen op de Olympische Winterspelen 1948
Tijdens de Olympische Winterspelen van 1948, die in Sankt Moritz (Zwitserland) werden gehouden, nam Noorwegen voor de vijfde keer deel.

## Medailleoverzicht
| Sport          | Olympiër                                           | Discipline            | Medaille |
| -------------- | -------------------------------------------------- | --------------------- | -------- |
| Schaatsen      | Sverre Farstad                                     | 1500 m (m)            | Goud     |
| Schaatsen      | Finn Helgesen                                      | 500 m (m)             | Goud     |
| Schaatsen      | Reidar Liaklev                                     | 5000 m (m)            | Goud     |
| Schansspringen | Petter Hugsted                                     | mannen                | Goud     |
| Schaatsen      | Thomas Byberg                                      | 500 m (m)             | Zilver   |
| Schaatsen      | Odd Lundberg                                       | 5000 m (m)            | Zilver   |
| Schansspringen | Birger Ruud                                        | mannen                | Zilver   |
| Langlaufen     | Erling Evensen Olav Økern Reidar Nyborg Olav Hagen | 4x10 km estafette (m) | Brons    |
| Schaatsen      | Odd Lundberg                                       | 1500 m (m)            | Brons    |
| Schansspringen | Thorleif Schjelderup                               | mannen                | Brons    |

## Deelnemers en resultaten

### Alpineskiën
| Olympiër             | Discipline     | Resultaat | Prestatie                                                                        |
| -------------------- | -------------- | --------- | -------------------------------------------------------------------------------- |
| Bjarne Arentz        | afdaling (m)   | 16e       | 3.09,0 (+14,0)                                                                   |
| Bjarne Arentz        | slalom (m)     | 23e       | 2.27,7 (+17,4) 1.16,2+1.11,5                                                     |
| Bjarne Arentz        | combinatie (m) | 17e       | 17,17 punten (+13,90) afdaling: 7,73 p (3.09,0) slalom: 9,44 p (1.20,8+1.15,5)   |
| Marius Eriksen       | afdaling (m)   | 20e       | 3.09,4 (+14,4)                                                                   |
| Marius Eriksen       | combinatie (m) | 20e       | 19,68 punten (+16,41) afdaling: 8,17 p (3.09,4) slalom: 11,51 p (1.21,6+1.19,4)  |
| Stein Eriksen        | afdaling (m)   | 31e       | 3.15,1 (+20,1)                                                                   |
| Stein Eriksen        | slalom (m)     | 29e       | 2.32,4 (+22,1) 1.24,4+1.08,0                                                     |
| Stein Eriksen        | combinatie (m) | 32e       | 32,50 punten (+29,23) afdaling: 11,14 p (3.15,1) slalom: 21,36 p (1.51,8+1.11,5) |
| Sverre Johannesen    | afdaling (m)   | 25e       | 3.12,1 (+17,1)                                                                   |
| Sverre Johannesen    | combinatie (m) | 22e       | 21,00 punten (+17,73) afdaling: 9,49 p (3.12,1) slalom: 11,51 p (1.26,2+1.14,8)  |
| Sverre Lassen-Urdahl | afdaling (m)   | 11e       | 3.06,4 (+11,4)                                                                   |
| Johnny Lunde         | afdaling (m)   | dnf       | opgave                                                                           |
| Jack Nielsen         | slalom (m)     | 26e       | 2.29,8 (+19,5) 1.22,0+1.07,8                                                     |
| Alf Opheim           | slalom (m)     | 41e       | 2.51,4 (+41,1) 1.36,4+1.15,0                                                     |
| Laila Schou Nilsen   | afdaling (v)   | 7e        | 2.32,4 (+4,1)                                                                    |
| Laila Schou Nilsen   | slalom (v)     | 14e       | 2.11,5 (+14,3) 1.06,8+1.04,7                                                     |
| Laila Schou Nilsen   | combinatie (v) | 13e       | 12,14 punten (+5,56) afdaling: 2,69 p (2.32,4) slalom: 9,45 p (1.11,0+1.06,0)    |
| Borghild Niskin      | afdaling (v)   | 23e       | 2.44,4 (+16,1)                                                                   |
| Borghild Niskin      | slalom (v)     | dq        | diskwalificatie                                                                  |
| Borghild Niskin      | combinatie (v) | 19e       | 24,37 punten (+17,79) afdaling: 10,37 p (2.44,4) slalom: 14 p (1.12,6+1.13,5)    |

### Bobsleeën
| Olympiër                                                      | Discipline                 | Resultaat | Prestatie                                          |
| ------------------------------------------------------------- | -------------------------- | --------- | -------------------------------------------------- |
| Bjarne Schrøen Gunnar Thoresen                                | 2-mansbob (m) Noorwegen I  | 13e       | 5.46,5 (+17,3) (1.27,1 / 1.27,1 / 1.26,1 / 1.26,2) |
| Arne Holst Ivar Johansen                                      | 2-mansbob (m) Noorwegen II | 7e        | 5.38,2 (+9,0) (1.25,6 / 1.25,0 / 1.23,7 / 1.23,9)  |
| Arne Holst Ivar Johansen Reidar Berg Alf Large                | 4-mansbob (m) Noorwegen I  | 5e        | 5.22,5 (+2,4) (1.17,3 / 1.20,8 / 1.21,4 / 1.23,0)  |
| Bjarne Schrøen Gunnar Thoresen Arnold Dyrdahl Benn John Valsø | 4-mansbob (m) Noorwegen II | 10e       | 5.29,7 (+9,6) (1.20,0 / 1.22,6 / 1.23,6 / 1.23,5)  |

### Kunstrijden
| Olympiër                     | Discipline | Resultaat | Prestatie                 |
| ---------------------------- | ---------- | --------- | ------------------------- |
| Marit Henie                  | vrouwen    | 22e       | pc. 194,0; 133,111 punten |
| Margot Walle Allan Fjeldheim | paarrijden | 10e       | pc. 118,5; 9,281 punten   |

### Langlaufen
| Olympiër                                           | Discipline        | Resultaat | Prestatie                                        |
| -------------------------------------------------- | ----------------- | --------- | ------------------------------------------------ |
| Olav Hagen                                         | 18 km (m)         | 9e        | 1:19.05 (+5.15)                                  |
| Olav Økern                                         | 18 km (m)         | 13e       | 1:20.37 (+6.47)                                  |
| Olav Odden                                         | 18 km (m)         | 14e       | 1:21.35 (+7.45)                                  |
| Erling Evensen                                     | 18 km (m)         | 15e       | 1:21.40 (+7.50)                                  |
| Reidar Nyborg                                      | 18 km (m)         | 17e       | 1:21.47 (+7.57)                                  |
| Olaf Dufseth                                       | 18 km (m)         | 18e       | 1:21.50 (+8.00)                                  |
| Eilert Dahl                                        | 18 km (m)         | 27e       | 1:22.52 (+9.02)                                  |
| Kaare Østerdahl                                    | 18 km (m)         | 32e       | 1:24.20 (+10.30)                                 |
| Kristian Bjørn                                     | 50 km (m)         | 9e        | 4:15.21 (+27.33)                                 |
| Martin Jære                                        | 50 km (m)         | 10e       | 4:17.11 (+29.23)                                 |
| Leif Haugen                                        | 50 km (m)         | dnf       | opgave                                           |
| Thorleif Vangen                                    | 50 km (m)         | dnf       | opgave                                           |
| Erling Evensen Olav Økern Reidar Nyborg Olav Hagen | 4x10 km estafette | Brons     | 2:44.33 (+56.45) (40.15 / 38.37 / 41.39 / 44.02) |

### Noordse combinatie
| Olympiër        | Discipline | Resultaat | Prestatie                                                              |
| --------------- | ---------- | --------- | ---------------------------------------------------------------------- |
| Eilert Dahl     | mannen     | 6e        | 414,30 punten 18 km: 205,50 (1:22.52) schans: 208,8 (62,0+62,5+63,0 m) |
| Olaf Dufseth    | mannen     | 8e        | 412,60 punten 18 km: 211,50 (1:21.50) schans: 201,1 (61,0+59,0+61,0 m) |
| Olav Odden      | mannen     | 11e       | 409,15 punten 18 km: 212,25 (1:21.35) schans: 196,9 (59,0+53,5+55,5 m) |
| Kaare Østerdahl | mannen     | 12e       | 404,20 punten 18 km: 198,00 (1:24.20) schans: 206,2 (55,0+62,0+61,0 m) |

### Schaatsen
| Olympiër          | Discipline   | Resultaat | Prestatie       |
| ----------------- | ------------ | --------- | --------------- |
| Hjalmar Andersen  | 10.000 m (m) | dnf       | opgave          |
| Thomas Byberg     | 500 m (m)    | Zilver    | 43,2 (+0,1)     |
| Sverre Farstad    | 500 m (m)    | 6e        | 43,6 (+0,5)     |
| Sverre Farstad    | 1500 m (m)   | Goud      | 2.17,6          |
| Torodd Hauer      | 500 m (m)    | 6e        | 43,6 (+0,5)     |
| Henry Hebbe       | 5000 m (m)   | 23e       | 9.03,0 (+33,6)  |
| Finn Helgesen     | 500 m (m)    | Goud      | 43,1            |
| Gunnar Konsmo     | 1500 m (m)   | 10e       | 2.21,2 (+3,6)   |
| Reidar Liaklev    | 5000 m (m)   | Goud      | 8.29,4          |
| Reidar Liaklev    | 10.000 m (m) | dnf       | opgave          |
| Odd Lundberg      | 1500 m (m)   | Brons     | 2.18,9 (+1,3)   |
| Odd Lundberg      | 5000 m (m)   | Zilver    | 8.32,7 (+3,3)   |
| Odd Lundberg      | 10.000 m (m) | 7e        | 18.05,8 (+39,5) |
| Ivar Martinsen    | 1500 m (m)   | 16e       | 2.22,6 (+5,0)   |
| Charles Mathiesen | 5000 m (m)   | dnf       | opgave          |
| Henry Wahl        | 10.000 m (m) | dnf       | opgave          |

### Schansspringen
| Olympiër             | Discipline | Resultaat | Prestatie                  |
| -------------------- | ---------- | --------- | -------------------------- |
| Petter Hugsted       | mannen     | Goud      | 228,1 punten (65,0+70,0 m) |
| Birger Ruud          | mannen     | Zilver    | 226,6 punten (64,0+67,0 m) |
| Thorleif Schjelderup | mannen     | Brons     | 225,1 punten (64,0+67,0 m) |
| Asbjørn Ruud         | mannen     | 7e        | 220,2 punten (58,0+67,5 m) |

Argentinië · België · Bulgarije · Canada · Chili · Denemarken · Finland · Frankrijk · Griekenland · Groot-Brittannië · Hongarije · IJsland · Italië · Joegoslavië · Libanon · Liechtenstein · Nederland · Noorwegen · Oostenrijk · Polen · Roemenië · Spanje · Tsjecho-Slowakije · Turkije · Verenigde Staten · Zuid-Korea · Zweden · Zwitserland